# Agios Nikolaos tis Stegis

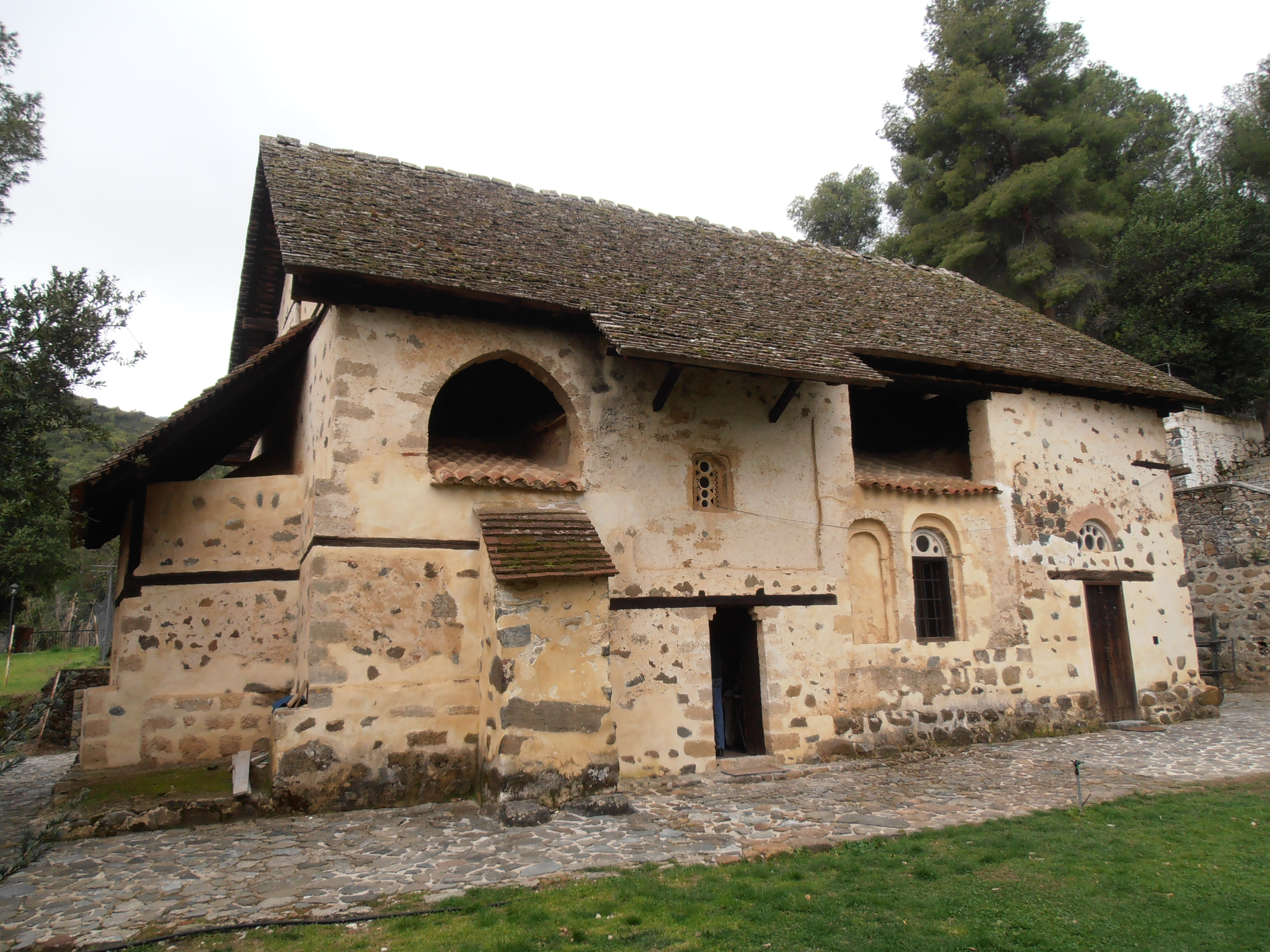
Agios Nikolaos tis Stegis

Agios Nikolaos tis Stegis (griechisch Αγίος Νικολάος της Στέγης ‚Heiliger Nikolaus vom Dach‘) ist ein Kirchengebäude der zyprisch-orthodoxen Kirche im Karyotis-Tal auf Zypern. Die Kirche wurde 1985 von der UNESCO als Teil der Weltkulturerbestätte Bemalte Kirchen im Gebiet von Troodos in das UNESCO-Welterbe aufgenommen.

## Beschreibung
Die Kirche ist eine der Scheunendachkirchen im Troodos-Gebirge. Sie liegt etwa fünf Kilometer außerhalb des Ortes Kakopetria an einem Bach und ist dem heiligen Nikolaus von Myra geweiht. Der Bau wurde im frühen 11. Jahrhundert begonnen und später erweitert und mit dem Scheunendach versehen. Die Fresken stammen aus sechs Jahrhunderten.
Die feinen Züge eines überlebensgroßen Nikolaus, des Kirchenpatrons, aus dem 12. Jahrhundert verraten einen in Ikonen- und Freskomalerei erfahrenen Künstler. Neben seinen Schultern überreichen ihm, kleiner gemalt, Jesus eine Bibel und Maria ein Omophorion. Links unten steht ein Mönch, über ihm eine Bittinschrift. Ein heiliger Theodor und ein heiliger Georg aus dem 14. Jahrhundert, ebenfalls überlebensgroß, tragen farbenfreudige Uniformen. In einer „Geburt Jesu“ aus dem 14. Jahrhundert ist die Mutter als Galaktotrophousa gezeigt; sie reicht dem Kind die linke Brust. In den Bergen klettern Ziegen mit Einsprengseln von Weiß in ihrem Fell. Ein junger Mann links spielt Flöte.

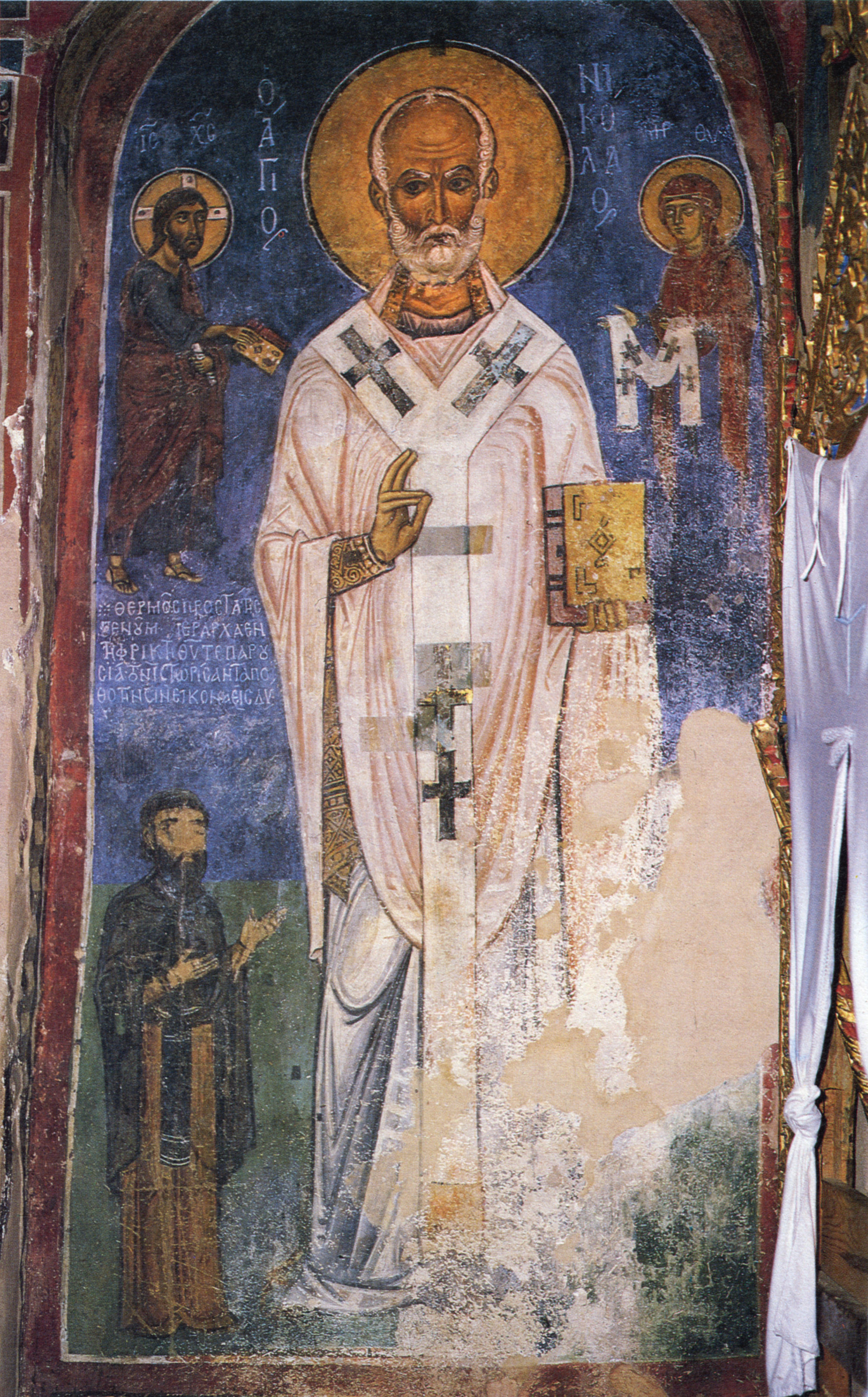
Nikolaus
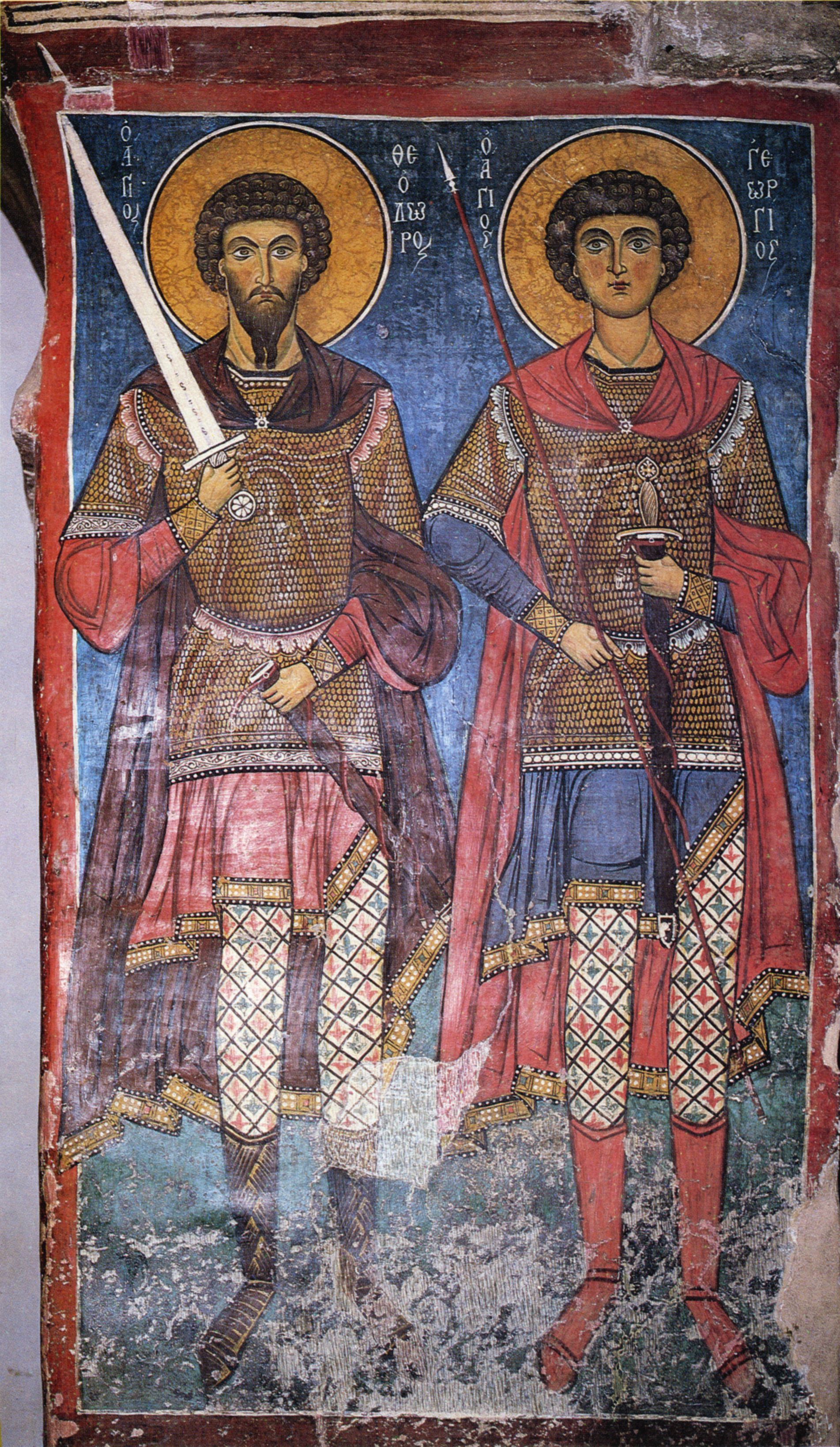
Theodor und Georg
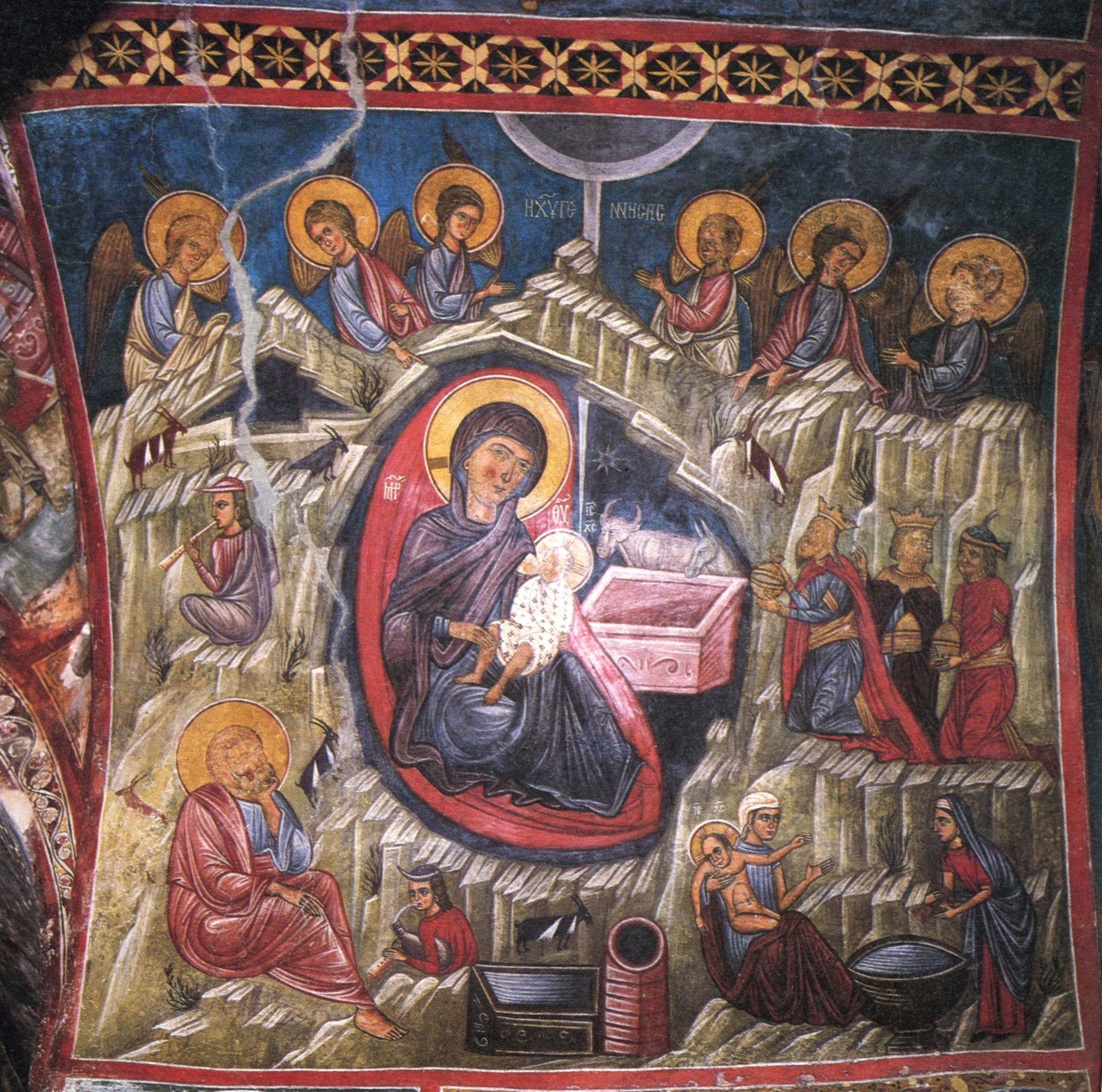
Geburt Jesu